# دوبروفكا (مقاطعة موسكو)
دوبروفكا (بالروسية: Дубровка) هي مدينة في مقاطعة موسكو أوبلاست في روسيا. يبلغ عدد سكانها حوالي 8333 نسمة.